# Bernardino Hugo Saguier Caballero

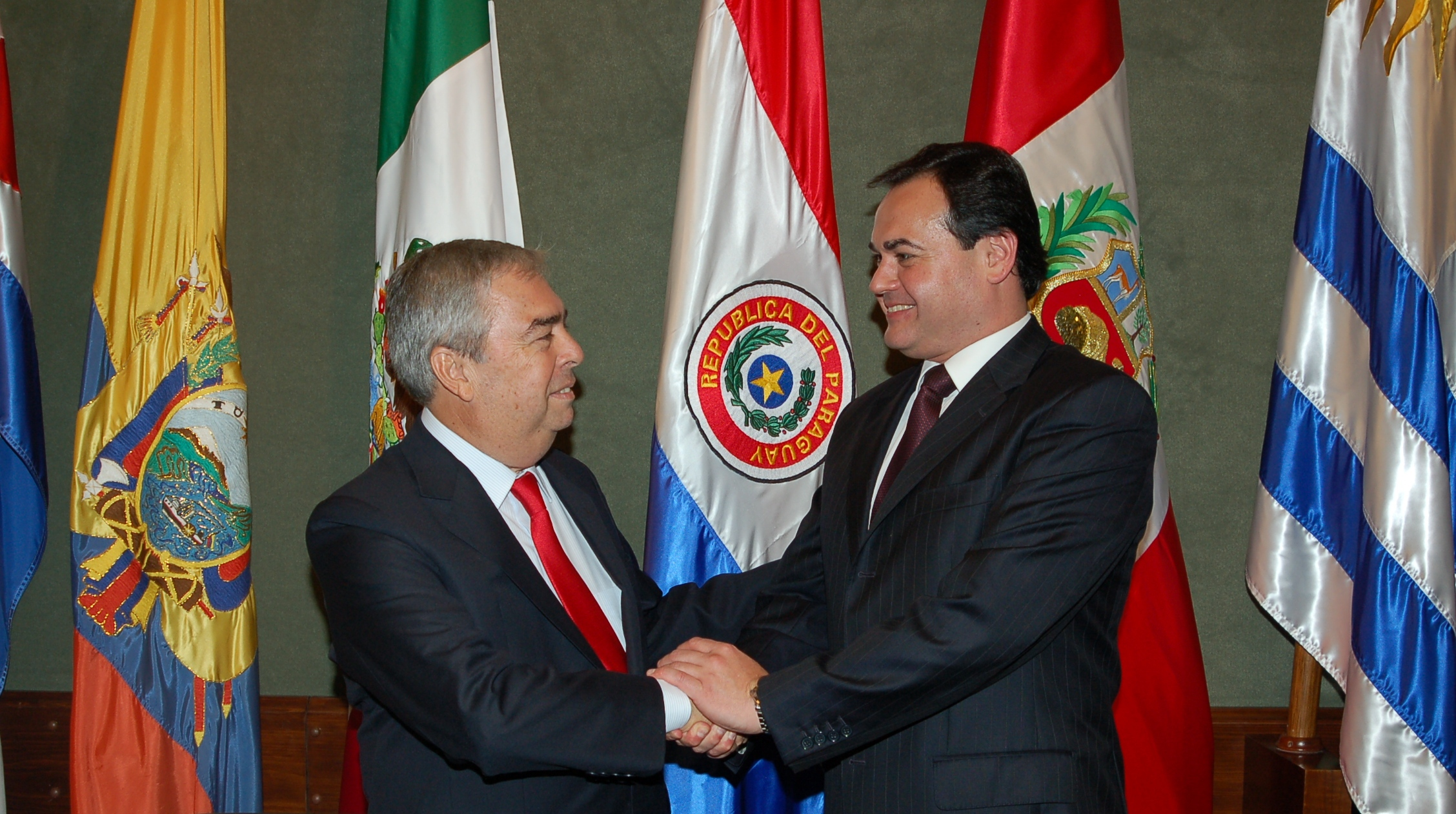
Hugo Saguier Caballero (izquierda) junto a Rubén Ramírez Lezcano, ministro de Relaciones Exteriores del gobierno de Nicanor Duarte Frutos.

Bernardino Hugo Saguier Caballero (Asunción, 21 de julio de 1945) es un diplomático y político paraguayo. Ocupó varios cargos en el Ministerio de Relaciones Exteriores de Paraguay, incluyendo el de embajador ante la Organización de Estados Americanos (OEA), las Naciones Unidas (ONU) y la Asociación Latinoamericana de Integración (ALADI). Es bisnieto de Bernardino Caballero y proveniente de una familia de diplomáticos.

## Biografía
Nació el 21 de julio de 1945 en Asunción, Paraguay. Es hijo de Raúl Saguier Caballero, diplomático de carrera, y de Carmen Tuñón. Saguier es abogado de formación, habiendo obtenido su título en la Facultad de Ciencias Jurídicas y Diplomáticas de la Universidad Católica de Asunción en 1974. Continuó su formación académica con un curso de posgrado en relaciones internacionales en la misma universidad entre 1987 y 1988. A lo largo de su carrera, complementó su formación con estudios en diversas instituciones, incluyendo el European Institute Business Administration (INSEAD) de Francia, donde cursó gerencia, en 1979, y realizó estudios en derecho de los tratados, relaciones diplomáticas y consulares en Buenos Aires (1971), así como en informática jurídica en Brasilia (1986).
Inició su carrera en la Cancillería Nacional a los 14 años, en 1960, y continuó escalando posiciones hasta llegar a ocupar altos cargos en la diplomacia paraguaya. Fue designado vicecanciller de la República del Paraguay en 2018, tras haber desempeñado funciones como embajador ante organismos internacionales como la Organización de los Estados Americanos (OEA), Asociación Latinoamericana de Integración (ALADI) y Mercosur.

## Trayectoria
A lo largo de su carrera, Saguier Caballero ocupó diversos cargos en el Ministerio de Relaciones Exteriores del Paraguay, comenzando en 1960 como funcionario en la Cancillería. En 1965, con 19 años, fue nombrado secretario privado del ministro de Relaciones Exteriores, y en 1968 asumió la jefatura de gabinete del canciller. En 1970, fue designado director de Organismos, Tratados y Actos, y asistente del director general paraguayo de Itaipú Binacional. Entre 1991 y 1993, fue embajador de Paraguay ante la OEA, antes de convertirse en embajador ante las Naciones Unidas en 1997, cargo que desempeñó hasta 1999.
Además de su labor diplomática, ocupó cargos políticos, siendo ministro de Integración entre 1994 y 1996, miembro del equipo económico nacional y jefe del gabinete civil de la Presidencia de la República. Su carrera internacional incluyó misiones ante organismos como la ONU, la OEA, el Mercosur, y la ALADI, destacando en la negociación de tratados y la promoción de la integración regional.
Saguier Caballero fue designado secretario general de la ALADI entre 2008 y 2009 y desempeñó un papel clave en la organización de eventos internacionales como la Cumbre Iberoamericana de 2011 y la Asamblea General de la OEA en 1990.

## Obras
- Política exterior del Paraguay para el siglo XXI: Bases y lineamientos. Publicación realizada en el CEPEI (2001).

- Bases para la agenda internacional del Paraguay: Una visión de la sociedad civil. Publicación realizada en el CEPEI (2000).

- Reorganización y modernización del servicio exterior de la República del Paraguay (1998).

- En el camino de la integración (1995).

- Objetivos de la política exterior Paraguaya. Colegio Nacional de Guerra (1990).

- Consideraciones generales referentes a la reorganización y reestructuración del Ministerio de Relaciones Exteriores. Colegio Nacional de Guerra (1990).

- La Asamblea de la OEA en Asunción en el Centenario del Sistema Interamericano. Revista Militar N.º 415 (1990).

- Lineamientos de las estrategias Nacionales en la Integración regional Latinoamericana (1990).

## Condecoraciones
A lo largo de su carrera, Saguier Caballero recibió diversas condecoraciones internacionales, entre ellas:
- Gran Cruz de la Orden del Cóndor de los Andes de Bolivia, 1993.
- Gran Cruz de la Orden de Mayo de la Argentina (ASCENSO), 1991.
- Gran Cruz de la Orden de Bernardo O'Higgins de Chile, 1991.
- Gran Cruz de la Orden Nacional al Mérito del Ecuador, 1991.
- Gran Cruz de la Orden del Mérito Civil de España, 1990.
- Gran Cruz de la Orden de Río Branco de Brasil (ASCENSO), 1990.
- Gran Oficial de la Orden de Río Branco de Brasil (ASCENSO), 1976.
- Comendador de la Orden de la Cruz del Sur del Brasil, 1974.
- Gran Oficial de la Orden de la Buena Esperanza de Sudáfrica, 1973.
- Comendador de la Orden de Mayo de la Argentina, 1973.
- Comendador de la Orden de Río Branco de Brasil, 1973.
- Comendador de la Orden de la Estrella Brillante de la República de China, 1969.